# シルヴェスタ・シュミット
シルヴェスタ・シュミット（シルヴェステル・シュミット、Sylwester Szmyd 発音例、1978年3月12日 - ）は、ポーランド、ブィドゴシュチュ出身の自転車競技（ロードレース）選手。山岳スペシャリストとしてこれまでにダミアーノ・クネゴやイヴァン・バッソ、ジルベルト・シモーニをアシスト。
山岳で自分がアシストとしてエースを引いている際に絶対言われたく無い言葉は「もっとスピードを落とせ」であると語ったとされる。

## 経歴
2001年にプロとなる。
2004年のジャパンカップサイクルロードレースではサエコに所属して出場し、山岳賞を獲得。翌年ランプレに移籍し、クネゴやシモーニのアシスト役を務めた。
2009年にはリクイガスに移籍。ドーフィネ・リベレでは、モン・ヴァントゥがゴールの第5ステージを制している。なお、ステージ優勝を目前で一気にペースダウンするも、何とか持ち堪えてペースを取り戻し、最後はアレハンドロ・バルベルデにステージ優勝を譲られる形でゴールした。ゴール後のインタビューで「ゴールが近づくと、緊張で止まってしまった。吐きそうになって、文字通り脚が止まったんだ」と語っている。同年のブエルタ・ア・エスパーニャの第19ステージではサムエル・サンチェス（エウスカルテル・エウスカディ）のアタックを全て封じ込める強力な牽引をエースのバッソの為に行い、山岳アシストとしての存在感を示した。
2010年のジロ・デ・イタリアでは第11ステージで大きく総合順位を下げたリクイガスのエース、バッソおよびセカンドエースのヴィンチェンツォ・ニバリを山岳ステージでアシスト。14ステージ、15ステージ、19ステージの勝負所となる峠でバッソとニバリの2名を最後に送り出す役割を果たし、両名のステージ優勝やバッソの総合優勝に大きく貢献した。
- 2012年
  - ジロ・デル・トレンティーノ 総合3位
  - ツール・ド・ロマンディ 総合7位

- 2013年
  - モビスター・チームに移籍

2016年シーズンを以て現役を引退した。
2019年よりボーラ・ハンスグローエのアシスタント・スポーツディレクターを務める。

## グランツール戦績

### ツール・ド・フランス
- 2008 : 26位

### ジロ・デ・イタリア
- 2002 : 44位
- 2003 : 24位
- 2004 : 43位
- 2005 : 64位
- 2006 : 19位
- 2007 : 28位
- 2008 : 23位
- 2009 : 44位
- 2010 : 60位

### ブエルタ・ア・エスパーニャ
- 2002 : 29位
- 2004 : 74位
- 2005 : 24位
- 2006 : 14位
- 2007 : 25位
- 2009 : 17位

## 注
1. ↑  Jスポーツによる2010年のジロ・デ・イタリア中継、第14ステージでゲスト解説を務めた中野喜文のコメントによる